# Pinball Mars
Pinball Mars è il terzo album in studio long playing del gruppo Circus Devils, pubblicato negli Stati Uniti nel 2003, sia in vinile che in CD, dalla Fading Captain Series. I Circus Devil sono uno dei progetti paralleli di Robert Pollard, leader e fondatore dei Guided by Voices.
Tutte le canzoni sono state scritte ed eseguite da Pollard, Todd Tobias e Tim Tobias.

## Tracce
Lato A
1. Are You Out with Me
2. Gargoyle City
3. Pinball Mars
4. Sick Color
5. Don't Be Late
6. Inkster and King

Lato B
1. A Puritan for Storage
2. Alien
3. Plasma
4. Dragging the Medicine
5. Bow Before Your Champion
6. Glass Boots
7. (No) Hell for Humor
8. Raw Reaction

## Musicisti
- Todd Tobias: basso, batteria, chitarra, tastiere, percussioni
- Tim Tobias: chitarra
- Robert Pollard: voce